# Medeiros
Medeiros is een gemeente in de Braziliaanse deelstaat Minas Gerais. De gemeente telt 3.398 inwoners (schatting 2009).

## Aangrenzende gemeenten
De gemeente grenst aan Bambuí, Ibiá, Piumhi, Pratinha, São Roque de Minas, Tapira en Tapiraí.